# Schöppenstuhl
Der Schöppenstuhl (mittelhochdeutsch nachgewiesen als scheffenstuol) ist ein historischer Spruchkörper eines Gerichts. Regional wurden gleichbedeutend die Begriffe Schöffenstuhl, Schöppenbank oder Schöppenstube verwendet. Während ein weites Begriffsverständnis als Schöppenstuhl ein jegliches Gericht mit Schöffen verstand, war im engeren Sinne ein Obergericht gemeint, das sich zu Rechtsfragen überregional äußerte und somit als ein Vorbild für Vorabentscheidungsverfahren gelten kann. 
Die Schöppenstühle im eigentlichen Sinn bildeten sich insbesondere bei Städten, die dem Magdeburger Recht folgten. Schöppenstühle der Städte, die ihr Recht derivativ von den Mutterstädten ableiteten, legten ihre Rechtsfragen dem Schöppenstuhl der jeweiligen Mutterstadt vor. Anders war dies in der Hanse: Auch hier bildeten sich Schöppenstühle, das zentrale Obergericht war allerdings das städtische Ratsgericht in Lübeck.
Die Schöppenstühle entfalteten ihre Bedeutung im Hochmittelalter. Schon seit der Zeit Karls des Großen waren Schöffen bekannt. Schöffengerichte oder Schöppenstühle waren mit sieben oder zwölf Schöffen besetzt, die urteilende Funktion hatten. Die Prozessleitung wurde weiterhin von Schultheißen oder Grafen wahrgenommen. Sie fanden sich gerade im mittel- und ostdeutschen Siedlungsgebiet. 
Mit dem 16. Jahrhundert professionalisierte sich das Gerichtswesen. Zunächst wurde die Aufsicht der Landesherrschaft errichtet, später wurden echte Obergerichte in den Territorien errichtet. Die meisten Schöppenstühle waren im 17. Jahrhundert bereits beseitigt. Als vermutlich letzter Schöppenstuhl wurde durch Verfügung des Weimarischen Staatsministeriums am 12. Mai 1881 der  Schöppenstuhl der Universität Jena aufgehoben, nachdem er bereits am 1. Oktober 1879 seine Tätigkeit beendet hatte.

## Beispiele
- Dohnaer Schöppenstuhl
- Schöppenstuhl zu Leipzig
- Gerichtsplatz Vollmarshausen
- Schöppenstuhl der Markgrafschaft Brandenburg